# Юнацький чемпіонат Європи з футболу (U-19) 2013 (кваліфікаційний раунд)
Юнацький чемпіонат Європи з футболу (U-19) 2013 (кваліфікаційний раунд) — відбірний етап, що відбувся з вересня по листопад 2012 року у 12 групах та був першим етапом відбору до чемпіонату Європи 2013.

## Група 1
| Команда  | І | В | Н | П | ЗМ | ПМ | РМ  | О |
| -------- | - | - | - | - | -- | -- | --- | - |
| Австрія  | 3 | 3 | 0 | 0 | 13 | 2  | +11 | 9 |
| Болгарія | 3 | 1 | 1 | 1 | 9  | 3  | +6  | 4 |
| Угорщина | 3 | 1 | 1 | 1 | 5  | 3  | +2  | 4 |
| Андорра  | 3 | 0 | 0 | 3 | 0  | 19 | −19 | 0 |

| 2 листопада 2012 13:30 |

| Австрія                                                                               | 9 – 0    | Андорра |
| ------------------------------------------------------------------------------------- | -------- | ------- |
| Франк 3' Шауб 41' Ягер 45+1' Фрізенбіхлер 53', 76', 85' Віммер 54' Мург 57' Савич 58' | Протокол |         |

| Гюла Гросич, Татабанья Арбітр: Мадден (Шотландія) |

| 2 листопада 2012 13:30 |

| Угорщина | 1 – 1    | Болгарія   |
| -------- | -------- | ---------- |
| Щечі 31' | Протокол | Петков 46' |

| Футбольний парк, Телкі Арбітр: Єськов (Росія) |

| 4 листопада 2012 13:30 |

| Австрія        | 2 – 1    | Болгарія   |
| -------------- | -------- | ---------- |
| Франк 70', 74' | Протокол | Ангелов 6' |

| Гюла Гросич, Татабанья Арбітр: Зелінка (Чехія) |

| 4 листопада 2012 13:30 |

| Андорра | 0 – 3    | Угорщина                       |
| ------- | -------- | ------------------------------ |
|         | Протокол | Варґа 21' Лерінчі 22' Безе 84' |

| Футбольний парк, Телкі Арбітр: Єськов (Росія) |

| 7 листопада 2012 13:30 |

| Угорщина                | 1 – 2    | Австрія                |
| ----------------------- | -------- | ---------------------- |
| Кляйнгайслер 73' (пен.) | Протокол | Мург 18' Люксбахер 66' |

| Футбольний парк, Телкі Арбітр: Мадден (Шотландія) |

| 7 листопада 2012 13:30 |

| Болгарія                                                                                         | 7 – 0    | Андорра |
| ------------------------------------------------------------------------------------------------ | -------- | ------- |
| Десподов 22' Ребес 56' (авт.) Стоїчков 59' Кальвіно 61' (авт.) Ілієв 68' (пен.) Ангелов 84', 88' | Протокол |         |

| Гюла Гросич, Татабанья Арбітр: Зелінка (Чехія) |

## Група 2
| Команда    | І | В | Н | П | ЗМ | ПМ | РМ | О |
| ---------- | - | - | - | - | -- | -- | -- | - |
| Данія      | 3 | 3 | 0 | 0 | 9  | 3  | +6 | 9 |
| Кіпр       | 3 | 1 | 1 | 1 | 3  | 4  | −1 | 4 |
| Фінляндія  | 3 | 1 | 0 | 2 | 2  | 4  | −2 | 3 |
| Чорногорія | 3 | 0 | 1 | 2 | 3  | 6  | −3 | 1 |

| 21 листопада 2012 13:45 |

| Фінляндія                | 2 – 0    | Чорногорія |
| ------------------------ | -------- | ---------- |
| Грйонроос 14' Клінга 31' | Протокол |            |

| Пафіакос, Пафос Арбітр: Славко Вінчич (Словенія) |

| 21 листопада 2012 13:45 |

| Данія                            | 3 – 1    | Кіпр              |
| -------------------------------- | -------- | ----------------- |
| Ліндберг 20' Поульсен 45+1', 67' | Протокол | Андреу 59' (пен.) |

| Муніципальний, Пафос Арбітр: Лоренц Жеміні (Албанія) |

| 23 листопада 2012 13:45 |

| Фінляндія | 0 – 1    | Кіпр       |
| --------- | -------- | ---------- |
|           | Протокол | Андреу 62' |

| Муніципальний, Пафос Арбітр: Анастасіос Сідіропулос (Греція) |

| 23 листопада 2012 13:45 |

| Чорногорія                          | 2 – 3    | Данія                         |
| ----------------------------------- | -------- | ----------------------------- |
| Крістенсен 32' (авт.) Павічевич 77' | Протокол | Поульсен 1', 89' Хейб'єрг 87' |

| Пафіакос, Пафос Арбітр: Лоренц Жеміні (Албанія) |

| 26 листопада 2012 13:45 |

| Данія                                    | 3 – 0    | Фінляндія |
| ---------------------------------------- | -------- | --------- |
| Поульсен 62' Ліндберг 67' Матіасен 90+3' | Протокол |           |

| Муніципальний, Пафос Арбітр: Анастасіос Сідіропулос (Греція) |

| 26 листопада 2012 13:45 |

| Кіпр        | 1 – 1    | Чорногорія  |
| ----------- | -------- | ----------- |
| Антоніу 14' | Протокол | Грбович 82' |

| Пафіакос, Пафос Арбітр: Славко Вінчич (Словенія) |

## Група 3
| Команда    | І | В | Н | П | ЗМ | ПМ | РМ  | О |
| ---------- | - | - | - | - | -- | -- | --- | - |
| Нідерланди | 3 | 3 | 0 | 0 | 12 | 1  | +11 | 9 |
| Польща     | 3 | 2 | 0 | 1 | 8  | 3  | +5  | 6 |
| Мальта     | 3 | 1 | 0 | 2 | 4  | 10 | −6  | 3 |
| Сан-Марино | 3 | 0 | 0 | 3 | 0  | 10 | −10 | 0 |

| 9 жовтня 2012 14:00 |

| Нідерланди                                                   | 5 – 0    | Мальта |
| ------------------------------------------------------------ | -------- | ------ |
| Ахахбар 18', 61' Аке 31' Ебесіліо 40' Тріндаде де Вілена 64' | Протокол |        |

| Міський, Мендзихуд Арбітр: Іорданов (Болгарія) |

| 9 жовтня 2012 14:00 |

| Польща                             | 2 – 0    | Сан-Марино |
| ---------------------------------- | -------- | ---------- |
| Кедзьора 49' (пен.) Зелінський 87' | Протокол |            |

| Госір Плевіска, Плевіска Арбітр: Іліас Спатас (Греція) |

| 11 жовтня 2012 11:15 |

| Сан-Марино | 0 – 4    | Нідерланди                                            |
| ---------- | -------- | ----------------------------------------------------- |
|            | Протокол | Ахахбар 13' (пен.), 44' (пен.) Ебесіліо 67' Меніг 87' |

| Шамотульський спортцентр, Шамотули Арбітр: Іорданов (Болгарія) |

| 11 жовтня 2012 14:00 |

| Польща                                                         | 5 – 0    | Мальта |
| -------------------------------------------------------------- | -------- | ------ |
| Влодика 21', 60' Зелінський 38' Хорошкевич 53' Легієрський 75' | Протокол |        |

| Аміка, Вронкі Арбітр: Маріус Аврам (Румунія) |

| 14 жовтня 2012 13:00 |

| Нідерланди                      | 3 – 1    | Польща          |
| ------------------------------- | -------- | --------------- |
| Ахахбар 37' де Бондт 90', 90+1' | Протокол | Степіньські 67' |

| Аміка, Вронкі Арбітр: Іліас Спатас (Греція) |

| 14 жовтня 2012 13:00 |

| Мальта                                                           | 4 – 0    | Сан-Марино |
| ---------------------------------------------------------------- | -------- | ---------- |
| Зерафа 38' (пен.) Беззіна 57' (пен.) Мікалефф 72' Монтебелло 75' | Протокол |            |

| Сважендз, Сважендз Арбітр: Маріус Аврам (Румунія) |

## Група 4
| Команда           | І | В | Н | П | ЗМ | ПМ | РМ | О |
| ----------------- | - | - | - | - | -- | -- | -- | - |
| Чехія             | 3 | 2 | 1 | 0 | 5  | 2  | +3 | 7 |
| Греція            | 3 | 1 | 1 | 1 | 3  | 2  | +1 | 4 |
| Північна Ірландія | 3 | 1 | 1 | 1 | 9  | 4  | +5 | 4 |
| Молдова           | 3 | 0 | 1 | 2 | 1  | 10 | −9 | 1 |

| 10 жовтня 2012 15:00 |

| Греція | 0 – 0    | Молдова |
| ------ | -------- | ------- |
|        | Протокол |         |

| «Морнев'ю Парк», Лурган Арбітр: Костадінов (Болгарія) |

| 10 жовтня 2012 20:00 |

| Чехія     | 1 – 1    | Північна Ірландія |
| --------- | -------- | ----------------- |
| Машек 60' | Протокол | Джої 64'          |

| Стангмо Парк, Данганнон Арбітр: Сергій Бойко (Україна) |

| 12 жовтня 2012 15:00 |

| Чехія                 | 2 – 0    | Молдова |
| --------------------- | -------- | ------- |
| Нерад 35' Машек 90+1' | Протокол |         |

| Шемрок-Парк, Портадаун Арбітр: Фабіан (Угорщина) |

| 12 жовтня 2012 20:00 |

| Північна Ірландія | 0 – 2    | Греція                           |
| ----------------- | -------- | -------------------------------- |
|                   | Протокол | Іоаннідіс 52' (пен.) Хухуміс 75' |

| Стангмо Парк, Данганнон Арбітр: Сергій Бойко (Україна) |

| 15 жовтня 2012 13:00 |

| Греція        | 1 – 2    | Чехія                     |
| ------------- | -------- | ------------------------- |
| Іоаннідіс 37' | Протокол | Гутас 4' (авт.) Машек 60' |

| «Балліміна Шоуграундс», Балліміна Арбітр: Фабіан (Угорщина) |

| 15 жовтня 2012 13:00 |

| Молдова           | 1 – 8    | Північна Ірландія                                                               |
| ----------------- | -------- | ------------------------------------------------------------------------------- |
| Мудрац 81' (пен.) | Протокол | Болл 18', 21', 29' (пен.), 64' Даффі 25' Маклафлін 40' Макелрой 86' Мітчелл 90' |

| Шемрок-Парк, Портадаун Арбітр: Костадінов (Болгарія) |

## Група 5
| Команда            | І | В | Н | П | ЗМ | ПМ | РМ  | О |
| ------------------ | - | - | - | - | -- | -- | --- | - |
| Німеччина          | 3 | 2 | 1 | 0 | 12 | 2  | +10 | 7 |
| Ірландія           | 3 | 2 | 1 | 0 | 8  | 4  | +4  | 7 |
| Північна Македонія | 3 | 1 | 0 | 2 | 1  | 6  | −5  | 3 |
| Люксембург         | 3 | 0 | 0 | 3 | 2  | 11 | −9  | 0 |

| 11 жовтня 2012 19:00 |

| Німеччина                                                 | 5 – 0    | Північна Македонія |
| --------------------------------------------------------- | -------- | ------------------ |
| Ешиль 44' (пен.) Кор 63' Керк 69' Керхер 88' Гергардт 89' | Протокол |                    |

| Каерйєнгер Дріббель, Башараж Арбітр: Гестраніус (Фінляндія) |

| 11 жовтня 2012 19:00 |

| Ірландія                                | 5 – 2    | Люксембург                |
| --------------------------------------- | -------- | ------------------------- |
| Дреннан 8', 21', 80' Гобан 27' Бірн 55' | Протокол | Перейра 43' Тодорович 78' |

| Штад Альфонс Тейс, Есперанж Арбітр: Халіс Озкайя (Туреччина) |

| 13 жовтня 2012 17:00 |

| Німеччина                                         | 5 – 0    | Люксембург |
| ------------------------------------------------- | -------- | ---------- |
| Керк 22' Гінтер 27' Шнельгардт 42' Ешиль 60', 67' | Протокол |            |

| Оп Флор, Гревенмахер Арбітр: Гестраніус (Фінляндія) |

| 13 жовтня 2012 17:00 |

| Північна Македонія | 0 – 1    | Ірландія    |
| ------------------ | -------- | ----------- |
|                    | Протокол | Дреннан 81' |

| Штад Альфонс Тейс, Есперанж Арбітр: Кучін (Казахстан) |

| 16 жовтня 2012 19:00 |

| Ірландія            | 2 – 2    | Німеччина         |
| ------------------- | -------- | ----------------- |
| Бірн 58' Кумбес 61' | Протокол | Керк 7' Ешиль 28' |

| Оп Флор, Гревенмахер Арбітр: Халіс Озкайя (Туреччина) |

| 16 жовтня 2012 19:00 |

| Люксембург | 0 – 1    | Північна Македонія |
| ---------- | -------- | ------------------ |
|            | Протокол | Ангелов 78'        |

| Каерйєнгер Дріббель, Башараж Арбітр: Кучін (Казахстан) |

## Група 6
| Команда    | І | В | Н | П | ЗМ | ПМ | РМ  | О |
| ---------- | - | - | - | - | -- | -- | --- | - |
| Франція    | 3 | 2 | 1 | 0 | 10 | 3  | +7  | 7 |
| Португалія | 3 | 2 | 1 | 0 | 9  | 2  | +7  | 7 |
| Ізраїль    | 3 | 1 | 0 | 2 | 6  | 10 | −4  | 3 |
| Латвія     | 3 | 0 | 0 | 3 | 3  | 13 | −10 | 0 |

| 11 жовтня 2012 17:00 |

| Франція             | 2 – 1    | Ізраїль |
| ------------------- | -------- | ------- |
| Сако 27' Ляпорт 74' | Протокол | Раян 8' |

| Спорткомплекс Анадія, Анадія Арбітр: Радованович (Чорногорія) |

| 11 жовтня 2012 19:00 |

| Португалія                 | 2 – 0    | Латвія |
| -------------------------- | -------- | ------ |
| Брума 58' (пен.) Лопеш 65' | Протокол |        |

| Місцевий, Лузу Арбітр: Маклейн (Шотландія) |

| 13 жовтня 2012 17:00 |

| Франція                                                      | 6 – 0    | Латвія |
| ------------------------------------------------------------ | -------- | ------ |
| Рабьо 8' Рожо 55' Бенз'я 63' Нгуєтт 66' Аллер 79' Сако 90+1' | Протокол |        |

| Муніципальний, Меальяда Арбітр: Радованович (Чорногорія) |

| 13 жовтня 2012 19:00 |

| Ізраїль | 0 – 5    | Португалія                                          |
| ------- | -------- | --------------------------------------------------- |
|         | Протокол | Лопеш 16' Мане 57' Тейшейра 66' Брума 73' Джумо 85' |

| Муніципальний, Агеда Арбітр: Алешкович (Боснія і Герцеговина) |

| 16 жовтня 2012 18:00 |

| Португалія         | 2 – 2    | Франція             |
| ------------------ | -------- | ------------------- |
| Лопеш 41' Мане 46' | Протокол | Рожо 13' Бенз'я 53' |

| Муніципальний, Коїмбра Арбітр: Маклейн (Шотландія) |

| 16 жовтня 2012 18:00 |

| Латвія                       | 3 – 5    | Ізраїль                                         |
| ---------------------------- | -------- | ----------------------------------------------- |
| Сварупс 4' Баріновс 67', 79' | Протокол | Гозлан 39', 84' Альтман 41' Кінда 59' Хайек 61' |

| Муніципальний, Меальяда Арбітр: Алешкович (Боснія і Герцеговина) |

## Група 7
| Команда  | І | В | Н | П | ЗМ | ПМ | РМ | О |
| -------- | - | - | - | - | -- | -- | -- | - |
| Бельгія  | 3 | 2 | 0 | 1 | 4  | 4  | 0  | 6 |
| Італія   | 3 | 1 | 1 | 1 | 5  | 3  | +2 | 4 |
| Білорусь | 3 | 1 | 1 | 1 | 3  | 2  | +1 | 4 |
| Албанія  | 3 | 1 | 0 | 2 | 3  | 6  | −3 | 3 |

| 12 жовтня 2012 14:30 |

| Бельгія           | 1 – 0    | Білорусь |
| ----------------- | -------- | -------- |
| Оріджі 41' (пен.) | Протокол |          |

| Лоні Папучіу, Фієрі Арбітр: Гакмон (Ізраїль) |

| 12 жовтня 2012 18:00 |

| Італія                           | 3 – 0    | Албанія |
| -------------------------------- | -------- | ------- |
| Падован 45+1', 90+2' Беллоні 55' | Протокол |         |

| Фламуртарі, Вльора Арбітр: Дойл (Ірландія) |

| 14 жовтня 2012 14:30 |

| Білорусь   | 1 – 1    | Італія           |
| ---------- | -------- | ---------------- |
| Корзун 48' | Протокол | Річчі 88' (пен.) |

| Лоні Папучіу, Фієрі Арбітр: Дойл (Ірландія) |

| 14 жовтня 2012 18:00 |

| Бельгія      | 1 – 3    | Албанія                                 |
| ------------ | -------- | --------------------------------------- |
| Кабаселе 79' | Протокол | Гавазай 26' Кабаші 76' (пен.) Шехай 80' |

| Фламуртарі, Вльора Арбітр: Сабо (Угорщина) |

| 17 жовтня 2012 14:30 |

| Італія           | 1 – 2    | Бельгія              |
| ---------------- | -------- | -------------------- |
| Річчі 86' (пен.) | Протокол | Круа 5' Кабаселе 69' |

| Лоні Папучіу, Фієрі Арбітр: Сабо (Угорщина) |

| 17 жовтня 2012 14:30 |

| Албанія | 0 – 2    | Білорусь                          |
| ------- | -------- | --------------------------------- |
|         | Протокол | Бєлявський 61' (пен.) Комаров 76' |

| Фламуртарі, Вльора Арбітр: Гакмон (Ізраїль) |

## Група 8
| Команда              | І | В | Н | П | ЗМ | ПМ | РМ  | О |
| -------------------- | - | - | - | - | -- | -- | --- | - |
| Боснія і Герцеговина | 3 | 2 | 0 | 1 | 9  | 5  | +4  | 6 |
| Норвегія             | 3 | 2 | 0 | 1 | 10 | 5  | +5  | 6 |
| Словаччина           | 3 | 2 | 0 | 1 | 7  | 5  | +2  | 6 |
| Казахстан            | 3 | 0 | 0 | 3 | 4  | 15 | −11 | 0 |

| 11 жовтня 2012 15:00 |

| Словаччина                                                      | 5 – 0    | Казахстан |
| --------------------------------------------------------------- | -------- | --------- |
| Халезов 14' (авт.) Лоботка 15' Дуда 19' (пен.) Шмехіль 48', 86' | Протокол |           |

| Славія, Сараєво Арбітр: Бьєрі (Швейцарія) |

| 11 жовтня 2012 15:00 |

| Норвегія                             | 3 – 1    | Боснія і Герцеговина |
| ------------------------------------ | -------- | -------------------- |
| Греннер 25' Беріша 31' Біркелунд 41' | Протокол | Черімагич 4'         |

| Асім Ферхатович-Хасе, Сараєво Арбітр: Стромбергссон (Швеція) |

| 13 жовтня 2012 15:00 |

| Словаччина | 0 – 4    | Боснія і Герцеговина                  |
| ---------- | -------- | ------------------------------------- |
|            | Протокол | Годжич 14', 72' Черімагич 17' Зец 45' |

| Асім Ферхатович-Хасе, Сараєво Арбітр: Бьєрі (Швейцарія) |

| 13 жовтня 2012 15:00 |

| Казахстан              | 2 – 6    | Норвегія                                                               |
| ---------------------- | -------- | ---------------------------------------------------------------------- |
| Сагіндик 27' Аслан 34' | Протокол | Реннінг 1' Беріша 11', 57' (пен.) Греннер 26' Біркелунд 66' Квоеме 76' |

| Славія, Сараєво Арбітр: Дельфер'єр (Бельгія) |

| 16 жовтня 2012 15:00 |

| Норвегія   | 1 – 2    | Словаччина              |
| ---------- | -------- | ----------------------- |
| Беріша 30' | Протокол | Дуда 45+1' Марцин 90+3' |

| Славія, Сараєво Арбітр: Стромбергссон (Швеція) |

| 16 жовтня 2012 15:00 |

| Боснія і Герцеговина                      | 4 – 2    | Казахстан              |
| ----------------------------------------- | -------- | ---------------------- |
| Хайрадінович 12' Годжич 27', 76' Чива 36' | Протокол | Макаєв 34', 80' (пен.) |

| Асім Ферхатович-Хасе, Сараєво Арбітр: Дельфер'єр (Бельгія) |

## Група 9
| Команда   | І | В | Н | П | ЗМ | ПМ | РМ | О |
| --------- | - | - | - | - | -- | -- | -- | - |
| Шотландія | 3 | 3 | 0 | 0 | 9  | 3  | +6 | 9 |
| Швейцарія | 3 | 1 | 1 | 1 | 8  | 5  | +3 | 4 |
| Румунія   | 3 | 1 | 1 | 1 | 2  | 2  | 0  | 4 |
| Вірменія  | 3 | 0 | 0 | 3 | 0  | 9  | −9 | 0 |

| 9 жовтня 2012 20:30 |

| Шотландія                                      | 4 – 0    | Вірменія |
| ---------------------------------------------- | -------- | -------- |
| Чалмерз 49' Кеннеді 56' Маккей 66' Маклеод 68' | Протокол |          |

| Нью Дуглас Парк, Гамільтон Арбітр: Драхта (Австрія) |

| 9 жовтня 2012 20:30 |

| Швейцарія | 1 – 1    | Румунія   |
| --------- | -------- | --------- |
| Аділі 36' | Протокол | Водут 19' |

| «Фолкерк», Фолкерк Арбітр: Валашек (Словаччина) |

| 11 жовтня 2012 20:30 |

| Шотландія  | 1 – 0    | Румунія |
| ---------- | -------- | ------- |
| Геррон 43' | Протокол |         |

| «Фолкерк», Фолкерк Арбітр: Глодович (Сербія) |

| 11 жовтня 2012 20:30 |

| Вірменія | 0 – 4    | Швейцарія                                  |
| -------- | -------- | ------------------------------------------ |
|          | Протокол | Корбаз 35' Хеліфі 67' Фрей 83' Авдіжай 89' |

| Нью Дуглас Парк, Гамільтон Арбітр: Валашек (Словаччина) |

| 14 жовтня 2012 16:00 |

| Швейцарія                | 3 – 4    | Шотландія                       |
| ------------------------ | -------- | ------------------------------- |
| Фрей 18', 56' Корбаз 38' | Протокол | Чалмерз 15' Феруз 52', 73', 84' |

| «Фолкерк», Фолкерк Арбітр: Драхта (Австрія) |

| 14 жовтня 2012 16:00 |

| Румунія  | 1 – 0    | Вірменія |
| -------- | -------- | -------- |
| Була 82' | Протокол |          |

| Нью Дуглас Парк, Гамільтон Арбітр: Глодович (Сербія) |

## Група 10
| Команда  | І | В | Н | П | ЗМ | ПМ | РМ | О |
| -------- | - | - | - | - | -- | -- | -- | - |
| Росія    | 3 | 2 | 1 | 0 | 5  | 2  | +3 | 7 |
| Швеція   | 3 | 1 | 1 | 1 | 5  | 5  | 0  | 4 |
| Уельс    | 3 | 1 | 0 | 2 | 4  | 6  | −2 | 3 |
| Словенія | 3 | 0 | 2 | 1 | 2  | 3  | −1 | 2 |

| 10 жовтня 2012 15:00 |

| Уельс              | 1 – 3    | Швеція                               |
| ------------------ | -------- | ------------------------------------ |
| Лоуренс 11' (пен.) | Протокол | Гаммар 22' Танкович 42' Карлссон 48' |

| Баковці, Баковці Арбітр: Айснер ( Австрія) |

| 10 жовтня 2012 15:00 |

| Росія | 0 – 0    | Словенія |
| ----- | -------- | -------- |
|       | Протокол |          |

| Бистриця, Словенська Бистриця Арбітр: Буке (Франція) |

| 12 жовтня 2012 15:00 |

| Уельс                | 2 – 1    | Словенія           |
| -------------------- | -------- | ------------------ |
| Гілл 3' Нардієло 71' | Протокол | Лоуренс 38' (авт.) |

| Баковці, Баковці Арбітр: Айснер ( Австрія) |

| 12 жовтня 2012 15:00 |

| Швеція         | 1 – 3    | Росія                      |
| -------------- | -------- | -------------------------- |
| Седерстрем 87' | Протокол | Панюков 10', 20' Болов 84' |

| Бистриця, Словенська Бистриця Арбітр: Йонсен (Норвегія) |

| 15 жовтня 2012 15:00 |

| Росія               | 2 – 1    | Уельс    |
| ------------------- | -------- | -------- |
| Зуєв 74' Євсєєв 87' | Протокол | Гілл 64' |

| Баковці, Баковці Арбітр: Буке (Франція) |

| 15 жовтня 2012 15:00 |

| Словенія  | 1 – 1    | Швеція       |
| --------- | -------- | ------------ |
| Байде 48' | Протокол | Танкович 19' |

| Бистриця, Словенська Бистриця Арбітр: Йонсен (Норвегія) |

## Група 11
| Команда     | І | В | Н | П | ЗМ | ПМ | РМ | О |
| ----------- | - | - | - | - | -- | -- | -- | - |
| Хорватія    | 3 | 2 | 1 | 0 | 11 | 3  | +8 | 7 |
| Грузія      | 3 | 1 | 1 | 1 | 3  | 3  | 0  | 4 |
| Ісландія    | 3 | 1 | 1 | 1 | 4  | 5  | −1 | 4 |
| Азербайджан | 3 | 0 | 1 | 2 | 3  | 10 | −7 | 1 |

| 26 жовтня 2012 15:30 |

| Хорватія            | 2 – 0    | Грузія |
| ------------------- | -------- | ------ |
| Кіш 55' Іванчич 76' | Протокол |        |

| Лучко, Загреб Арбітр: Кружляк (Словаччина) |

| 26 жовтня 2012 15:30 |

| Азербайджан | 1 – 2    | Ісландія                        |
| ----------- | -------- | ------------------------------- |
| Будагов 24' | Протокол | Адалгелрссон 1' Германнссон 39' |

| Іграліште НК ХАШК, Загреб Арбітр: Паная (Кіпр) |

| 28 жовтня 2012 14:00 |

| Хорватія                          | 2 – 2    | Ісландія                         |
| --------------------------------- | -------- | -------------------------------- |
| Траустасон 25' (авт.) Іванчич 59' | Протокол | Германнссон 38' Вілг'ялмссон 80' |

| Раднік, Велика Гориця Арбітр: Мечкаровскі (Македонія) |

| 28 жовтня 2012 14:00 |

| Грузія      | 1 – 1    | Азербайджан |
| ----------- | -------- | ----------- |
| Самушія 10' | Протокол | Мірзаєв 70' |

| Запрешич, Запрешич Арбітр: Паная (Кіпр) |

| 31 жовтня 2012 14:00 |

| Азербайджан | 1 – 7    | Хорватія                                                   |
| ----------- | -------- | ---------------------------------------------------------- |
| Будагов 12' | Протокол | Кіш 35', 65', 72', 81', 90' Іванчич 43' Брлек 90+4' (пен.) |

| Раднік, Сесвете Арбітр: Кружляк (Словаччина) |

| 31 жовтня 2012 14:00 |

| Ісландія | 0 – 2    | Грузія           |
| -------- | -------- | ---------------- |
|          | Протокол | Арабулі 40', 78' |

| Степан Спажич, Загреб Арбітр: Мечкаровскі (Македонія) |

## Група 12
| Команда           | І | В | Н | П | ЗМ | ПМ | РМ  | О |
| ----------------- | - | - | - | - | -- | -- | --- | - |
| Англія            | 3 | 2 | 1 | 0 | 10 | 1  | +9  | 7 |
| Україна           | 3 | 2 | 1 | 0 | 9  | 1  | +8  | 7 |
| Естонія           | 3 | 1 | 0 | 2 | 2  | 6  | −4  | 3 |
| Фарерські острови | 3 | 0 | 0 | 3 | 1  | 14 | −13 | 0 |

| 26 вересня 2012 15:00 |

| Україна                                                                | 6 – 0    | Фарерські острови |
| ---------------------------------------------------------------------- | -------- | ----------------- |
| Гришин 19' Павленко 28' Юрченко 34' Блізніченко 43', 76' Азатський 79' | Протокол |                   |

| «Кадріорг», Таллінн Арбітр: Ковач (Румунія) |

| 26 вересня 2012 18:00 |

| Англія                           | 3 – 0    | Естонія |
| -------------------------------- | -------- | ------- |
| Хівула 23' Тарготт 56' Акпом 82' | Протокол |         |

| «А. Ле Кок Арена», Таллінн Арбітр: Салманов (Азербайджан) |

| 28 вересня 2012 15:00 |

| Фарерські острови | 0 – 6    | Англія                                                 |
| ----------------- | -------- | ------------------------------------------------------ |
|                   | Протокол | Тарготт 12', 82' Акпом 23', 45+3' Гоуп 72' Чемберс 84' |

| «Кадріорг», Таллінн Арбітр: Кехлет (Данія) |

| 28 вересня 2012 18:00 |

| Україна                    | 2 – 0    | Естонія |
| -------------------------- | -------- | ------- |
| Блізніченко 37' Гришин 64' | Протокол |         |

| «А. Ле Кок Арена», Таллінн Арбітр: Ковач (Румунія) |

| 1 жовтня 2012 15:00 |

| Англія     | 1 – 1    | Україна      |
| ---------- | -------- | ------------ |
| Гоуп 90+4' | Протокол | Павленко 88' |

| «Кадріорг», Таллінн Арбітр: Кехлет (Данія) |

| 1 жовтня 2012 15:00 |

| Естонія        | 2 – 1    | Фарерські острови |
| -------------- | -------- | ----------------- |
| Текко 71', 88' | Протокол | Інгасон 56'       |

| «А. Ле Кок Арена», Таллінн Арбітр: Салманов (Азербайджан) |

## Треті місця у групах
| Команда            | І | В | Н | П | ЗМ | ПМ | РМ  | О |
| ------------------ | - | - | - | - | -- | -- | --- | - |
| Словаччина         | 2 | 1 | 0 | 1 | 2  | 5  | −3  | 3 |
| Угорщина           | 2 | 0 | 1 | 1 | 2  | 3  | −1  | 1 |
| Румунія            | 2 | 0 | 1 | 1 | 1  | 2  | −1  | 1 |
| Білорусь           | 2 | 0 | 1 | 1 | 1  | 2  | −1  | 1 |
| Ісландія           | 2 | 0 | 1 | 1 | 2  | 4  | −2  | 1 |
| Північна Ірландія  | 2 | 0 | 1 | 1 | 1  | 3  | −2  | 1 |
| Уельс              | 2 | 0 | 0 | 2 | 2  | 5  | −3  | 0 |
| Фінляндія          | 2 | 0 | 0 | 2 | 0  | 4  | −4  | 0 |
| Естонія            | 2 | 0 | 0 | 2 | 0  | 5  | −5  | 0 |
| Ізраїль            | 2 | 0 | 0 | 2 | 1  | 7  | −6  | 0 |
| Північна Македонія | 2 | 0 | 0 | 2 | 0  | 6  | −6  | 0 |
| Мальта             | 2 | 0 | 0 | 2 | 0  | 10 | −10 | 0 |